# Мендис-Пиментел
Мендис-Пиментел (порт. Mendes Pimentel) — муниципалитет в Бразилии, входит в штат Минас-Жерайс. Составная часть мезорегиона Вали-ду-Риу-Доси. Входит в экономико-статистический микрорегион Мантена. Население составляет 5552 человека на 2006 год. Занимает площадь 303,412 км². Плотность населения — 18,3 чел./км².

## История
Город основан 23 августа 1953 года. 

## Статистика
- Валовой внутренний продукт на 2003 год составляет 18 229 683,00 реалов (данные: Бразильский институт географии и статистики).
- Валовой внутренний продукт на душу населения на 2003 год составляет 3095,55 реалов (данные: Бразильский институт географии и статистики).
- Индекс развития человеческого потенциала на 2000 год составляет 0,661 (данные: Программа развития ООН).